# Pressens Samarbetsnämnd
Pressens Samarbetsnämnd är ett samarbetsorgan mellan organisationer inom medier i Sverige. I nämnden sitter företrädare för Publicistklubben, Svenska Journalistförbundet, Tidningsutgivarna och Sveriges Tidskrifter.
Publicistklubbens ordförande är ordförande i nämnden.
Organisationen Medieetikens förvaltningsorgan (Mefo) bildades i september 2019 för att ersätta Pressens Samarbetsnämnd och för att ansvara för det pressetiska systemet.

## Verksamhet
Pressens Samarbetsnämnd är huvudman för Allmänhetens pressombudsman (PO) och Pressens opinionsnämnd (PON).